# Xeranthemum cylindraceum
Xéranthème cylindracé, Xéranthème fétide
Espèce
Classification phylogénétique
Xeranthemum cylindraceum, le Xéranthème cylindracé ou Xéranthème fétide, est une espèce de plantes à fleurs de la famille des Astéracées. C'est une plante herbacée originaire d'Europe, d'Afrique du Nord et d'Asie.

## Description
Il s'agit d'une plante herbacée annuelle poussant en touffe dont les tiges dressées mesurent de 30 à 50 cm. Ses capitules solitaires, oblongs-cylindriques portent de 10 à 15 fleurs violacées sur un involucre à bractées tomenteuses et obtuses. Ses fruits sont des akènes de 6 à 7 mm de long. 
Xeranthemum cylindraceum se distingue de ses congénères par la présence d'une plage tomenteuse sur le dos de ses bractées.

## Écologie et distribution
L'espèce affectionne les milieux xérophiles tels que les pelouses calcaires et les friches. Elle fleurit en juillet-août. Le pâturage des ovins lui est favorable.
Xeranthemum cylindraceum est présent au Maroc, au Sud de l'Europe dont le Portugal, l'Espagne, la France, l'Italie, l'Albanie, Bulgarie, les pays de l’ex-Tchécoslovaquie, la Hongrie, l'Ukraine, la Roumanie et la Grèce ainsi que l'Allemagne et la Suisse et enfin en Asie Mineure dont la Turquie, le Liban, la Syrie, la Palestine, l'Irak, le Caucase et l'Iran,,.
En France, le Xéranthème fétide, considéré comme rare, est présent au Sud de la Loire dont le Midi, l'Ouest et le Centre. Absent de l'Est, il manque fréquemment en région méditerranéenne,.

## Protection
En France, l'espèce est évaluée sur la liste rouge nationale (LC) et dans les régions Aquitaine (LC), Auvergne, NT, Bourgogne (EN), Centre (EN), Ile de France (CR), Midi-Pyrénées (LC), Pays de la Loire (VU), Poitou-Charentes (VU) et Rhône-Alpes (LC). L'espèce est déterminante ZNIEFF dans plusieurs régions et protégée en Région Pays de la Loire. 

## Synonymie
Selon Catalogue of Life et le jardin botanique de Kew :
- Chardinia cylindrica Desv.
- Xeroloma cylindracea (Sibth. & Sm.) Holub
- Xeranthemum cylindricum Spreng.
- Xeranthemum inapertum M. Bieb.
- Xeranthemum sesamoides J. Gay ex Willk. & Lange
- Xeranthemum annuum Scop
- Xeroloma cylindracea (Sibth. & Sm.) Chrtek & Chrtková
- Xeroloma foetidum Cass.

## Galerie

Xeranthemum cylindraceum, le Xéranthème fétide
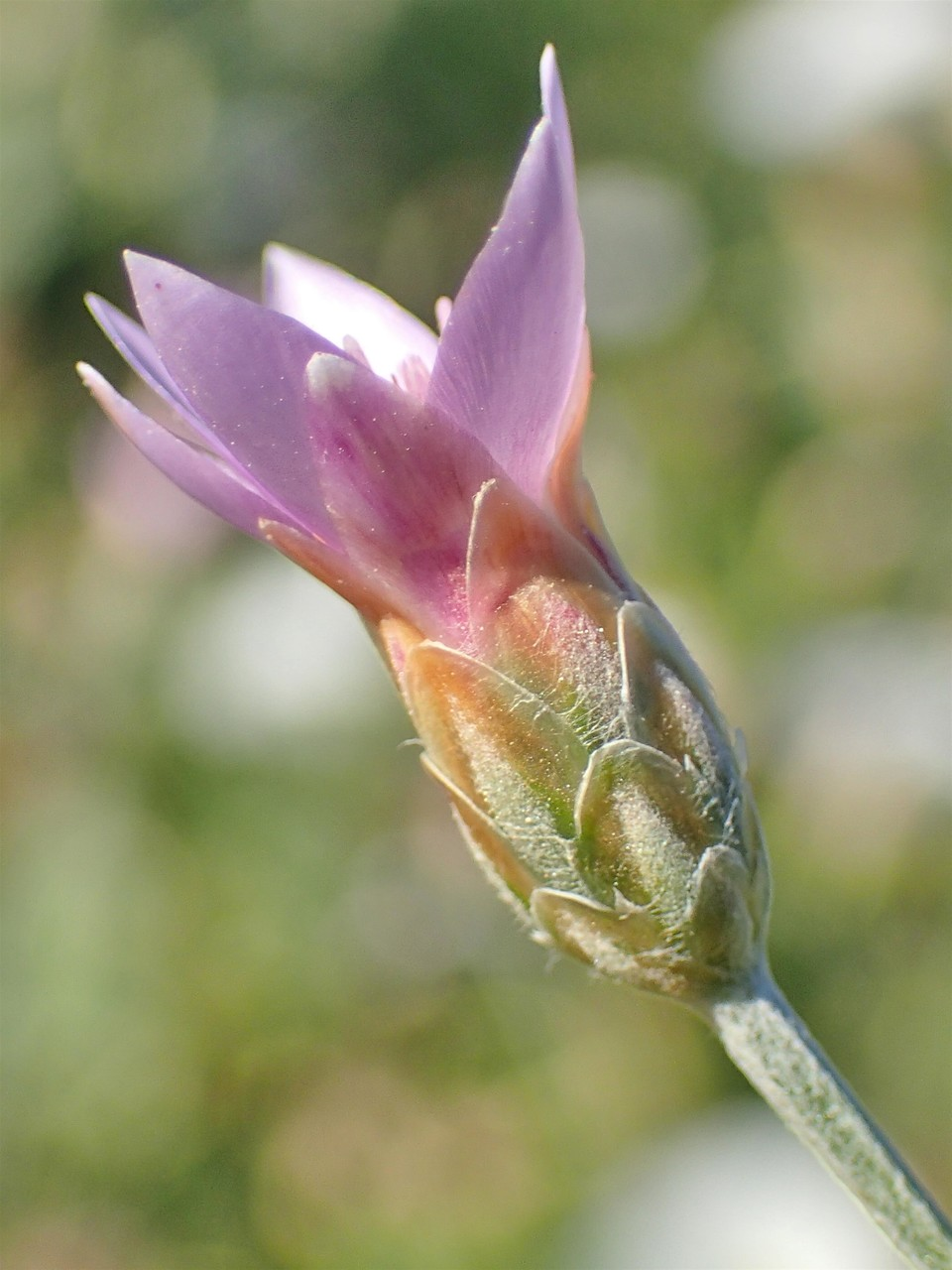
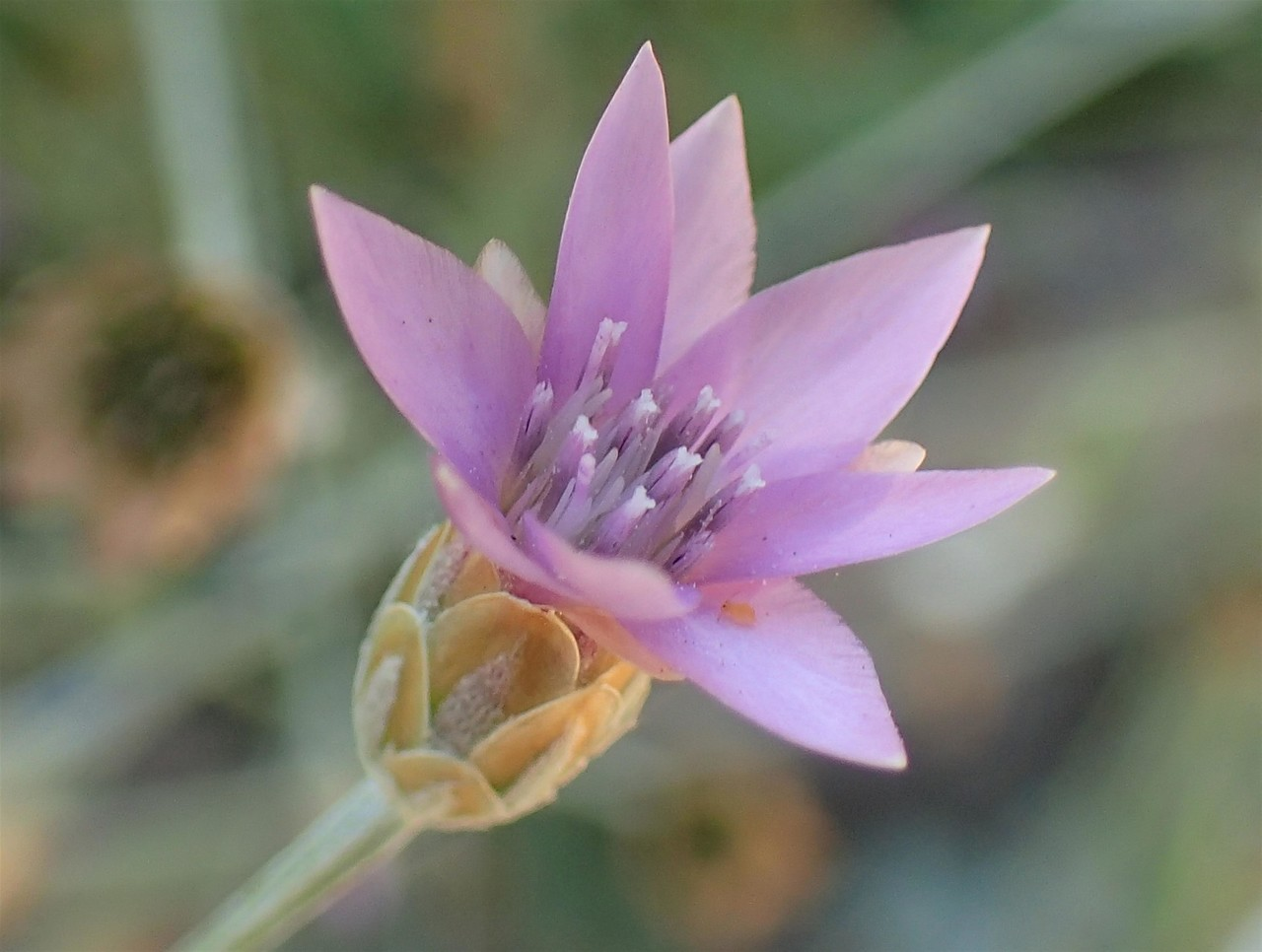
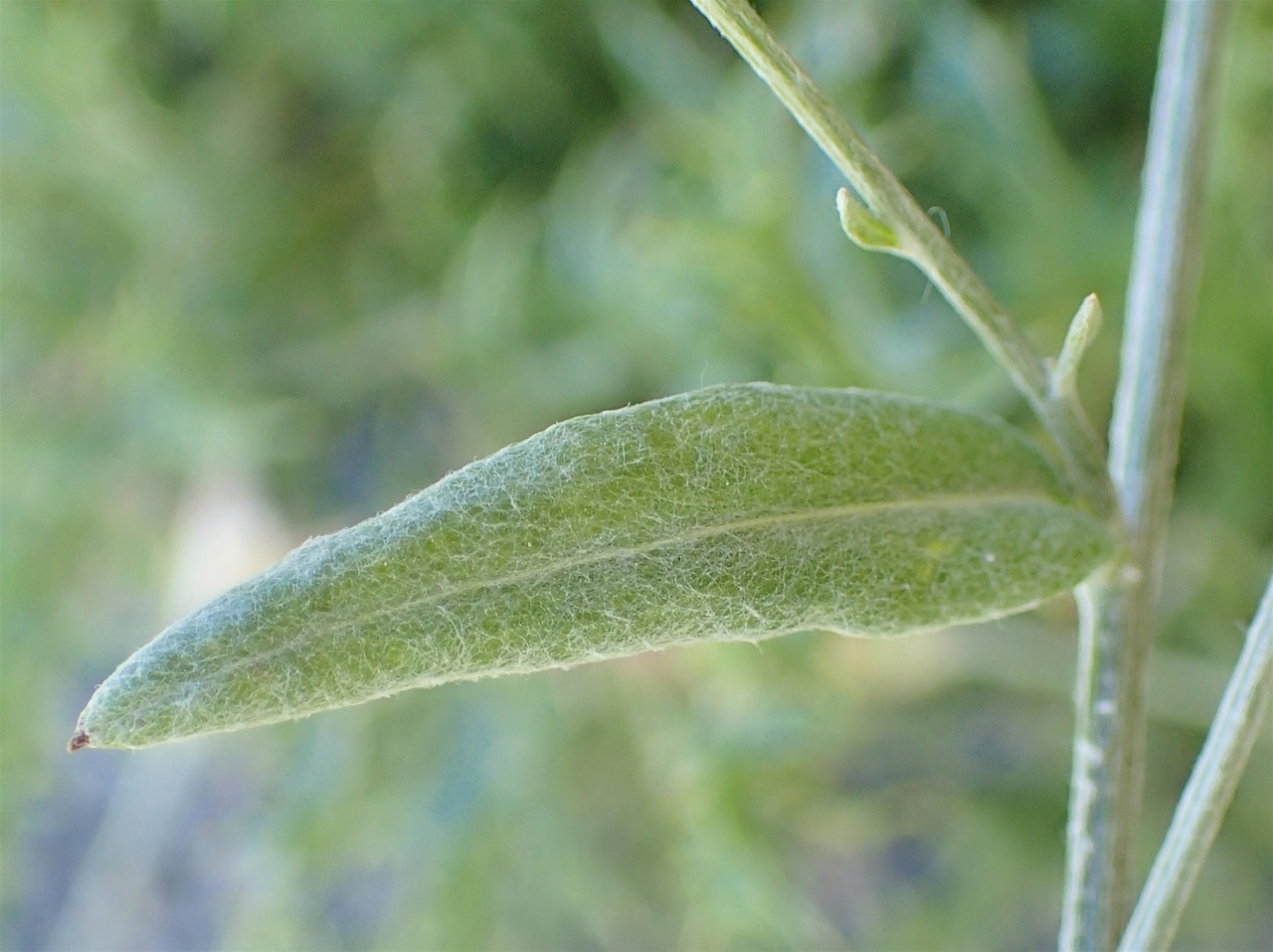
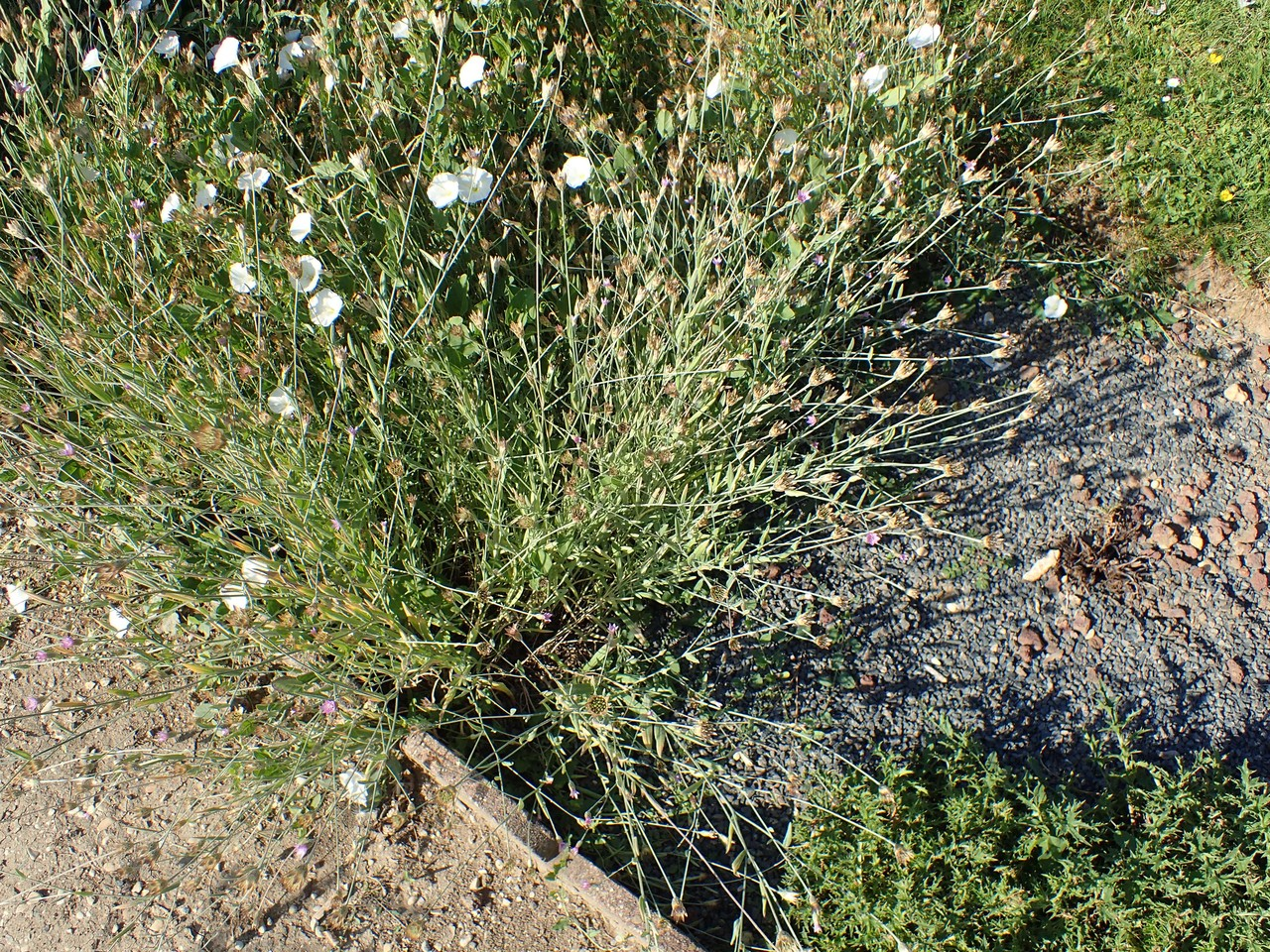